# 柏林—漢堡鐵路
柏林－漢堡鐵路（德語：Berlin-Hamburger Bahn）是一條全長約286 km（178 mi）的鐵路線，客貨兩用。此線是德國第一條經改造後可運行超過時速200 km/h（120 mph）（甚至230公里）的鐵路線。此線也是兩個德國城市之間乘車時間最快的，平均時速為190公里。
此鐵路由柏林－漢堡鐵路公司興建，1844年5月6日開工，並在1846年12月15日完工。此線是德國最長的幹線，由柏林的柏林漢堡車站（1884年10月起改由萊爾特車站起始），經斯潘道、新城 (多瑟)、維滕貝格、路德維希斯盧斯特、比興，並沿已有長15.6-（9.7-英里）的漢堡－貝格多夫鐵路到達漢堡漢堡柏林車站。

### 延伸閱讀
- Von der Leyden (编). . Berlin: Ästhetik und Kommunikation Verlags-GmbH. 1985. ISBN 3-88245-106-8 （德语）.
- Bley, Peter. . Düsseldorf: alba. 1996. ISBN 3-87094-229-0 （德语）.
- Gottwald, Peter  Alfred. . Brandenburgische Denkmalpflege. 1996, 5 (1) （德语）.
- Feldwisch, Eberhard Jänsch (Schriftleitung), Peter  Wolfgang. . Hamburg: DVV Media Group GmbH. 2005. ISBN 3-7771-0332-2 （德语）.
- Hoyer, Peter Hermann; Lawrenz, Dierk; Wiesmüller, Benno. . Freiburg: EK-Verlag GmbH. 2006. ISBN 3-88255-721-4 （德语）.

## 外部連結
- 维基共享资源上的相關多媒體資源：柏林—漢堡鐵路（分類）
- Information about the Berlin-Hamburg Railway （页面存档备份，存于）
- Information on the line at berliner-bahnen.de （页面存档备份，存于）